# John Cage
John Milton Cage (5. září 1912 Los Angeles – 12. srpna 1992 New York) byl americký skladatel aleatorické experimentální hudby, spisovatel a tvůrce audiovizuálního umění. Jeho asi nejznámější skladbou je 4’33”, třívětá kompozice skládající se ze trojího otevření a zavření víka klavíru v přesně určených časových úsecích, aniž by za celou dobu byl zahrán jediný tón.
Cage se věnoval také výtvarnému umění a byl znám jako vynikající znalec hub – mykolog. Byl spoluzakladatelem Newyorské mykologické společnosti (The New York Mycological Society).

## Život
Jeho otec, také John Milton Cage (1886–1964), byl elektroinženýr a vynálezce; jeho matka Lucretia („Créte“) Harvey (1885–1968) psala pro Los Angeles Times a byla aktivní v ženských studijních klubech. Dědeček Gustavus Adolphus Williamson Cage byl metodistický episkopální kazatel. Před Johnovým narozením zemřeli manželům Cageovým dva synové.
Rané dětství strávil John v Long Beach v Kalifornii, kde později měla rodina letní domov. V roce 1916 se rodina přestěhovala do Detroitu v Michiganu, protože otec pracoval na univerzitě (University of Michigan). Následoval krátký pobyt ve Ford City v Ontariu. V Michiganu začal John Cage chodit do mateřské školy v Ann Arboru a dokud nenastoupil do třetí třídy základní školy v Detroitu (Detroit Public Schools, září 1918), měl domácího učitele.
V roce 1921 se rodina vrátila do Kalifornie (Long Beach, Ocean Park, Santa Monica, Eagle Rock). John chodil na lekce hry na klavír k učitelce v sousedství a později k tetě z matčiny strany Phoebe Jamesové. Naučila ho hrát z listu a seznámila ho s hudbou Moritze Moszkowského a Edvarda Griega.
V letech 1922–1928 studoval střední školu v Los Angeles; studium bylo zaměřené na jazyky (angličtina, francouzština, řečtina, patrně latina). Současně chodil na hodiny klavíru k Fannie Charles Dillonové (1881–1947), pianistce a skladatelce učící na hudební fakultě. Byl také přispěvatelem a redaktorem školního francouzského měsíčníku Le Flambeau.
Od září 1928 do června 1930 studoval v kalifornském Claremontu na Pomona College svobodná umění. Kromě jiného přispíval povídkami do školního literárního časopisu Manuscript, začal se díky spolubydlícímu (pozdější tiskař Gregg Anderson) zajímat o typografii a vyhrál Jennings English Contest. V červnu 1930 odešel z Pomona College a odcestoval do Paříže.
Během dvouletého pobytu v Evropě (1930–1931) se dostal ke komponování hudby. V prosinci 1931 se vrátil do Kalifornie, žil s rodiči v Pacific Palisades a pokračoval v psaní, malování a komponování. Do roku 1933 se živil prověřováním patentů pro svého otce. Po návratu do USA studoval u Arnolda Schönberga a Henryho Cowella. V polovině 30. let 20. století začal skládat hudbu pro bicí nástroje.
I když měl milostné aférky s mladými muži, oženil se v roce 1935 s výtvarnicí Xenií Andrejevnou Kaševarovou (1913–1995), jednou ze šesti dcer pravoslavného kněze Andreje Petroviče Kaševarova (1863–1940). Roku 1938 se odstěhovali do Seattlu, kde John poznal mladého tanečníka Merce Cunninghama, jenž se později stal jeho životním partnerem i uměleckým spolupracovníkem. V roce 1942 se Cage s Xenií odstěhovali do New Yorku, ovšem o tři roky později se rozvedli. Cage pojal za svého životního partnera Merceho Cunninghama, a to až do své smrti v roce 1992.

## John Cage a fenomén ticha
Objevil fenomén ticha jako hudební ekvivalent ryzí nicoty a osvojil si myšlenku rovnocennosti všech bytostí Stvoření. Odmítal jakýkoli hierarchický pořádek a prosazoval rovnoprávnost úmyslně, ale také neúmyslně vyluzovaných a vydávaných zvuků a hluků. Z buddhismu také vychází jeho přesvědčení, že musí mít každá věc možnost svobodného rozvoje.
Rok 1952 byl významným nejen pro něj, ale také pro novodobé dějiny umění obecně. V tomto roce byla provedena premiéra jeho legendární skladby 4’33”. Skladba sestávala z vět 33”, 2’40” a 1’20”. Jednotlivé věty interpretoval David Tudor tak, že před zahájením vždy zavřel víko klavíru a ukončil skladbu jeho otevřením. Tóny, kvůli kterým se posluchači dostavili, se neozvaly.
Cage tímto porušoval zavedená tabu a zacházel se zdroji zvuku. Jeho přístup nebyl destruktivní, ale naopak, organizoval zvuky a události. Jeho další představení měla charakter multisenzorických divadelních událostí.
Cage získal postavení na rozhraní různých druhů umění.

## Mykologie
V 60. letech 20. stol. navštívil John Cage hudebního skladatele Václava Hálka a pojedl u Hálků houbovou smaženici. Oba zajímala mykologie.